# Pyssla
El Pyssla és un joc d'entreteniment i de creació de treball manual que desenvolupa la creativitat i la psicomotricitat fina tant de l'infant com de l'adult (treball manual, doncs, de teràpia lúdica). Aquest joc es pot comprar en grans superfícies com Ikea.

## Subministrament del joc
Pyssla és la versió més econòmica del joc, de distribució a diferents comerços, com ara a superfícies com Ikea. En aquest establiment es troben paquets de 10.000 boles de 10 colors diferents i diferents formats de plantilles. Es troben al mercat altres marques com Hamma Beads.
I pel que fa al disseny i les idees, tantes com es vulguin a diferents pàgines web, on es poden descarregar tutorials del lloc web Youtube, llibres de disseny, i fins i tot plantilles per a fer-se el propi abecedari.

## Altres variants del joc i referències històriques
Amb Pyssla també es poden fer collarets, penjolls i braçalets, tot enfilant les peces amb agulla i fil. Aquest és un sistema de confecció de complements fet servir tradicionalment.
El Museu Comarcal de l'Urgell-Tàrrega, conjuntament amb membres del Laboratori de Praxicologia Motriu de l'INEFC-Lleida, van fer, de juliol de 2000 a desembre de 2002, un treball de recerca i estudi dels jocs populars tradicionals a l'Urgell, en el marc de l'IPEC (Inventari del Patrimoni Etnològic de Catalunya) del Centre de Promoció de la Cultura Popular i Tradicional Catalana de la Generalitat.
En aquest document la Francesca Bardají Santiveri, del Museu Comarcal de l'Urgell-Tàrrega, explica com aquestes entrevistes constitueixen un testimoni de valor incalculable, ja que els informadors, a més d'explicar els seus jocs d'infantesa, han ajudat a copsar l'entorn humà, sociopolític, econòmic i cultural en el qual tenien lloc els jocs de la primera meitat del segle XX a l'Urgell. I fa referència als infants que, alguna vegada amb l'ajut d'un adult, es construïen les seves pròpies joguines amb materials, sovint reciclats, com ara els collarets i polseres de pasta de sopa.
Aquest estudi queda recollit a Urtx, publicació de l'àmbit de les humanitats: història, geografia, arqueologia, antropologia, art, economia, sociologia, lingüística, museologia, arxivística, biografies, etc., centrat en Tàrrega, l'Urgell i les comarques de la plana de Lleida. Urtx és una de les revistes científiques, culturals i erudites catalanes que es poden consultar, en accés obert, a través de RACO (Revistes Catalanes amb Accés Obert).